# جنت‌آباد (نهباندان)
جنت‌آباد یک روستا در ایران است که در دهستان شوسف واقع شده‌است.